# Ulrike Adebergová
Ulrike Adebergová (* 29. prosince 1970 Merseburg) je bývalá německá a východoněmecká rychlobruslařka.
Na velkých mezinárodních akcích debutovala v roce 1988, kdy skončila dvanáctá na Mistrovství světa juniorů. V letech 1989 a 1990 již tento šampionát vyhrála. Roku 1989 poprvé startovala v závodech Světového poháru. V roce 1991 se poprvé zúčastnila seniorských šampionátů, byla sedmá jak na Mistrovství Evropy, tak na Mistrovství světa ve víceboji. O rok později vybojovala na vícebojařském světovém šampionátu stříbrnou medaili. Startovala také na Zimních olympijských hrách 1994, kde na trati 1500 m skončila na 14. místě. V následujících letech dosáhla nejlépe čtvrté příčky na Mistrovství Evropy 1998. V roce 1999 se zúčastnila i světového šampionátu na jednotlivých tratích, kde dojela shodně na devátém místě v závodech na 3000 a 5000 m. V roce 2000 ukončila sportovní kariéru.